# 島棲無線鰨
島棲無線鰨為輻鰭魚綱鰈形目鰨亞目舌鰨科的其中一種，為溫帶海水魚，分布於東大西洋亞速群島、維德角群島、加那利群島、馬德拉群島海域，棲息深度3-23公尺，體長可達8公分，棲息在底層水域，生活習性不明。

## 扩展阅读
維基物種上的相關：島棲無線鰨